# Lepidodexia egregia
Lepidodexia egregia är en tvåvingeart som först beskrevs av Hall 1933. Lepidodexia egregia ingår i släktet Lepidodexia och familjen köttflugor.
Artens utbredningsområde är Panama. Inga underarter finns listade i Catalogue of Life.